# Aeolothrips bicolor
Aeolothrips bicolor är en insektsart som beskrevs av Harold R. Hinds 1902. Aeolothrips bicolor ingår i släktet Aeolothrips och familjen rovtripsar. Inga underarter finns listade i Catalogue of Life.